# Televisión Pública noticias (2020)
Televisión Pública Noticias es un noticiero argentino emitido por la cadena de televisión Televisión Pública, con varias ediciones dentro de su grilla. El programa es el sucesor del informativo TPA  noticias. 
También cuenta con columnistas especializados en economía, política, deportes y espectáculos, entre otros.
Además de las ediciones regulares, cuenta con un programa que trata noticias del ámbito internacional, Televisión Pública noticias Internacional.
El noticiero comenzó a emitirse el 24 de febrero de 2020 a las 07:30 con su edición matutina.

## Ediciones
| Nombre/s                                           | Horario                     | Conducción                         |
| -------------------------------------------------- | --------------------------- | ---------------------------------- |
| Televisión Pública Noticias (Primera Edición)      | Lunes a viernes a las 07:00 | Alejandro Puertas-Silvia Fernández |
| Televisión Pública Noticias (Mediodía)             | Lunes a viernes a las 12:00 | Alejandro Puertas-Magalí Ahrendts  |
| Televisión Pública Noticias (Central)              | Lunes a viernes a las 19:00 | Viviana Valles-Pablo Vigna         |
| Televisión Pública Noticias (Tercera Edición)      | Lunes a viernes a las 23:30 | Daniel López-María Areces          |
| Televisión Pública Noticias Internacional (Sábado) | Sábados a las 18:00         | Pablo Vigna                        |

## Conductores
- 2020-2021: Pablo Vigna y Silvia Fernández, Alejandro Puertas y Silvia Fernández, Ariel Senosiain, Gabriela Previtera y Diana Zurco, Daniel López, Gastón Soulages y Alejandra Corrales, Alfredo Simón y Magali Ahrendts.
- 2021-2022: Pablo Vigna y Silvia Fernández, Alejandro Puertas y Silvia Fernández, Ariel Senosiain, Felícitas Bonavitta y Diana Zurco, Daniel López y Gabriela Previtera, Gastón Soulages y Alejandra Corrales, Alfredo Simón y Magali Ahrendts.
- 2022-2024: Pablo Vigna y Silvia Fernández, Alejandro Puertas y Silvia Fernández, Horacio Embón, Felícitas Bonavitta y Diana Zurco, Lautaro Maislin y Gabriela Previtera, Daniel López y Silvia Fernández.
- 2024-2025 Silvia Fernández, Alejandro Puertas, Pablo Vigna y Daniel López.
- 2025-presente: Silvia Fernández, Alejandro Puertas, Magalí Ahrendts, Viviana Valles, Pablo Vigna, Daniel López y María Areces.

### Edición internacional
- 2020-2021: José Natanson, Ayelén Oliva y Raúl Dellatorre.
- 2022-actualidad: Pablo Vigna, Leticia Martínez, Augusto Taglioni, Alejandra Loucau, Heber Ostroviesky y Juan Elman.

## Equipo periodístico

### Columnistas
| Secciones       | Columnista/s                                               |
| --------------- | ---------------------------------------------------------- |
| Deportes        | Juan Carlos Fernández, Maximiliano Staiman y Pablo Tiburzi |
| Espectáculos    | Alejo Álvarez Herrera y Gabriela Rádice                    |
| Clima           | Santiago Corinaldesi                                       |
| Tránsito        | Hugo Palamara                                              |
| Política        | Gimena Fuertes, Fernando Fraquelli                         |
| Internacionales | Leticia Martínez                                           |
| Judiciales      | Lourdes Marchese                                           |

### Gerencia de noticias
Gerente de noticias: Albino Aguirre.
Producción general: Leandro Gabriele.
Producción ejecutiva: Diego Wainstein, Adriana Amboage, Diego Ochoa, Mauricio Baratucci y Francisco Ali-Brouchoud.
Coordinación de edición: Esteban Madrussan y Norberto González.
Producción periodística: Federico Maya.
Producción: Gustavo Sánchez
Producción de móvil: Paolo Menghini, Gastón Fedeli, Pablo Ifantidis y Luis Simonetti.
Archivo: Renata Stella.
Redacción: Félix Arnaldo, Virginia Arce, Francisco Ali-Brouchoud y Daniel Terreno.

## Locutores
- Roberto Gómez Ragozza
- Pedro Dizán
- Karina González
- Alejandra Muro Cash
- Claudio Ciani
- Nelly Vázquez
- Félix Taylor